# Szymon Buchbinder
Szymon Buchbinder (ur. 6 stycznia 1853 w Radzyniu Podlaskim, zm. 21 października 1922 w Berlinie) – polski malarz żydowskiego pochodzenia, brat malarza Józefa Buchbindera.

## Życiorys
Szymon Buchbinder urodził się w Radzyniu Podlaskim. Pierwszych lekcji malarstwa udzielał mu starszy brat Józef. Następnie jego nauczycielami byli portrecista Stanisław Heyman oraz pejzażysta i dekorator teatralny A. Malinowski. W latach 1869–1871 uczył się w warszawskiej Klasie Rysunkowej u Wojciecha Gersona, Rafała Hadziewicza i Antoniego Kamińskiego, a w latach 1873–1878 studiował w Akademii Stuk Pięknych w Wiedniu pod kierunkiem Edouarda von Engertha i L. Müllera. Od 1871 roku pracował jako dekorator w operze dworskiej w Wiedniu.
W latach 1879–1882 kształcił się w Szkole Sztuk Pięknych w Krakowie w pracowni Jana Matejki. W 1883 roku uzyskał stypendium i wyjechał do Monachium, skąd w 1897 roku na stałe przeniósł się do Berlina i gdzie mieszkał aż do śmierci.

## Twórczość
Szymon Buchbinder malował obrazy niewielkich formatów: portrety, sceny historyczne, obyczajowe i historyczno-rodzajowe. Na wielu przedstawił Żydów i obyczaje z nimi związane. Swoim malarstwem nawiązywał do dawnego malarstwa holenderskiego.
Buchbinder wystawiał niewiele swoich prac; w latach 1884–1888 w Berlinie, a także w latach 1874–1883 kilkakrotnie pojedyncze prace pokazywał na wystawach w Towarzystwie Przyjaciół Sztuk Pięknych w Krakowie i Towarzystwie Zachęty Sztuk Pięknych w Warszawie.

## Galeria

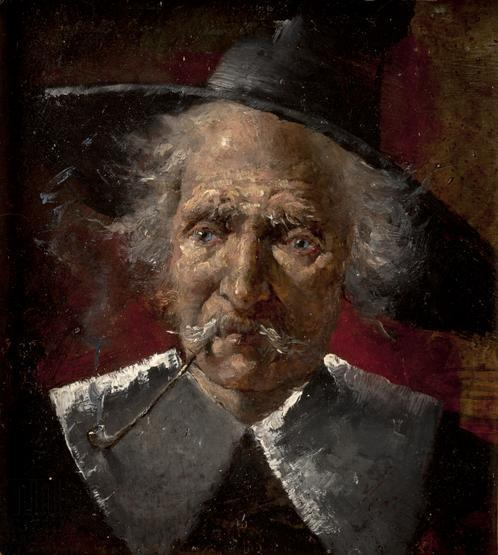
Głowa starca, 1885
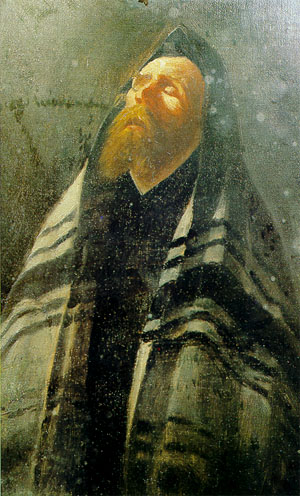
Modlący się rabin
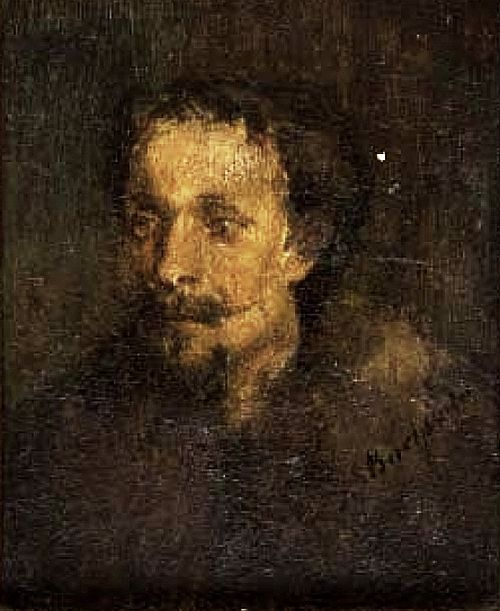
Autoportret, przed 1908
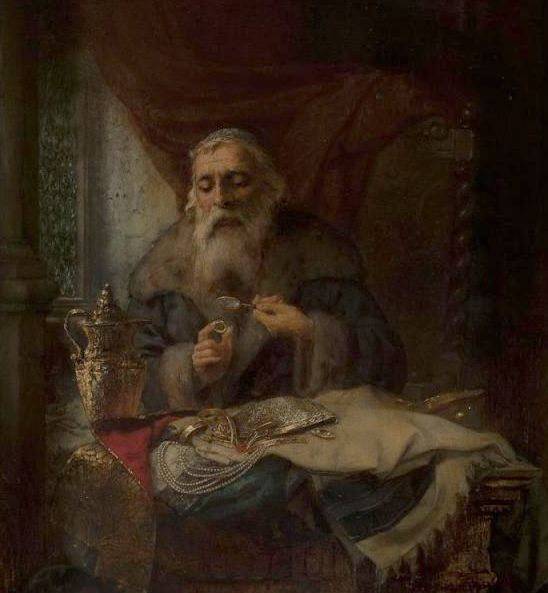
Jubiler, 1880
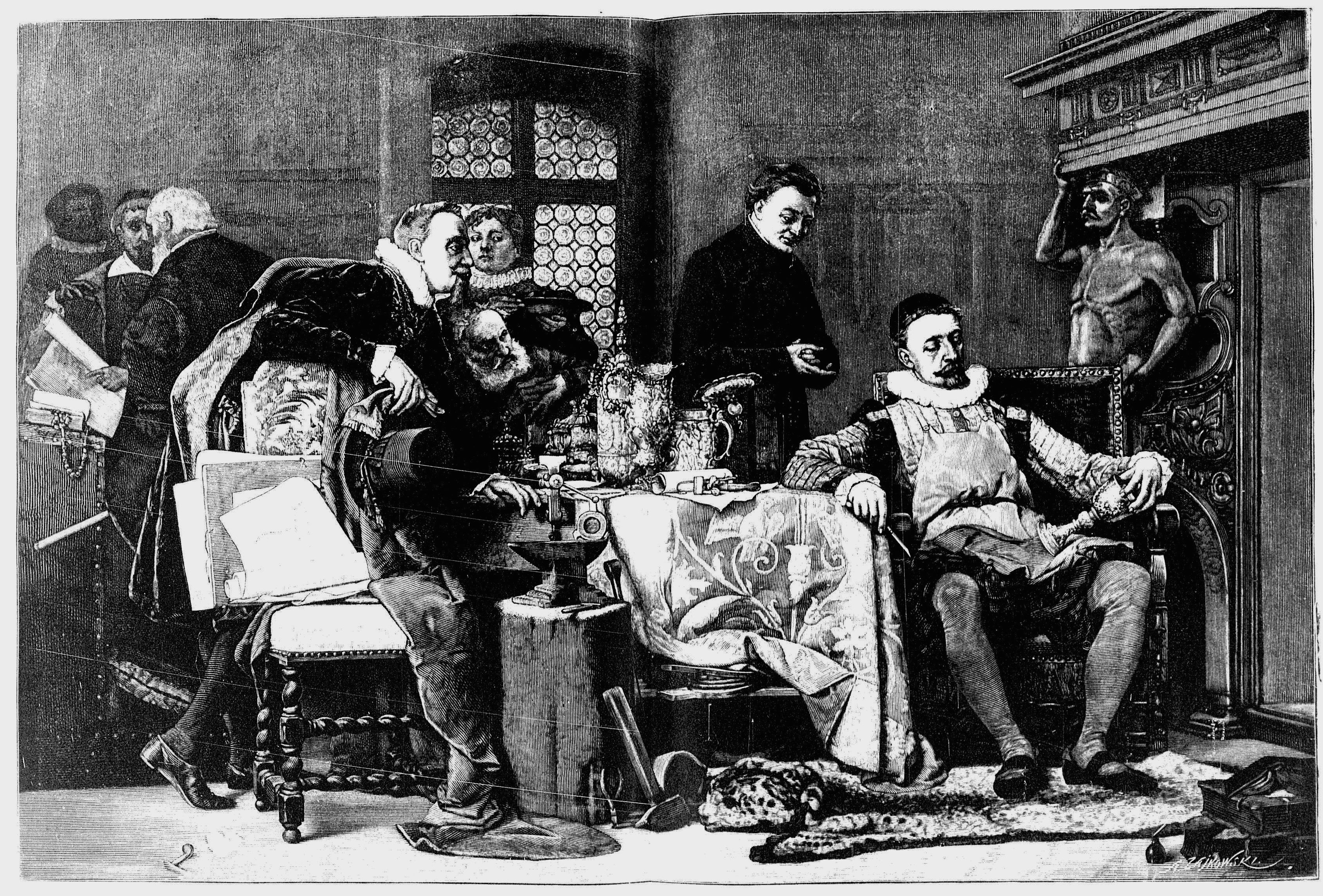
Zygmunt III w pracowni złotniczej, 1881 (kopia w drzeworycie 1883)